# Parafia św. Mikołaja w Siedlęcinie
Parafia św. Mikołaja w Siedlęcinie – parafia rzymskokatolicka w dekanacie Jelenia Góra Zachód w diecezji legnickiej. Obsługiwana przez księży archidiecezjalnych. Erygowana w 1654.

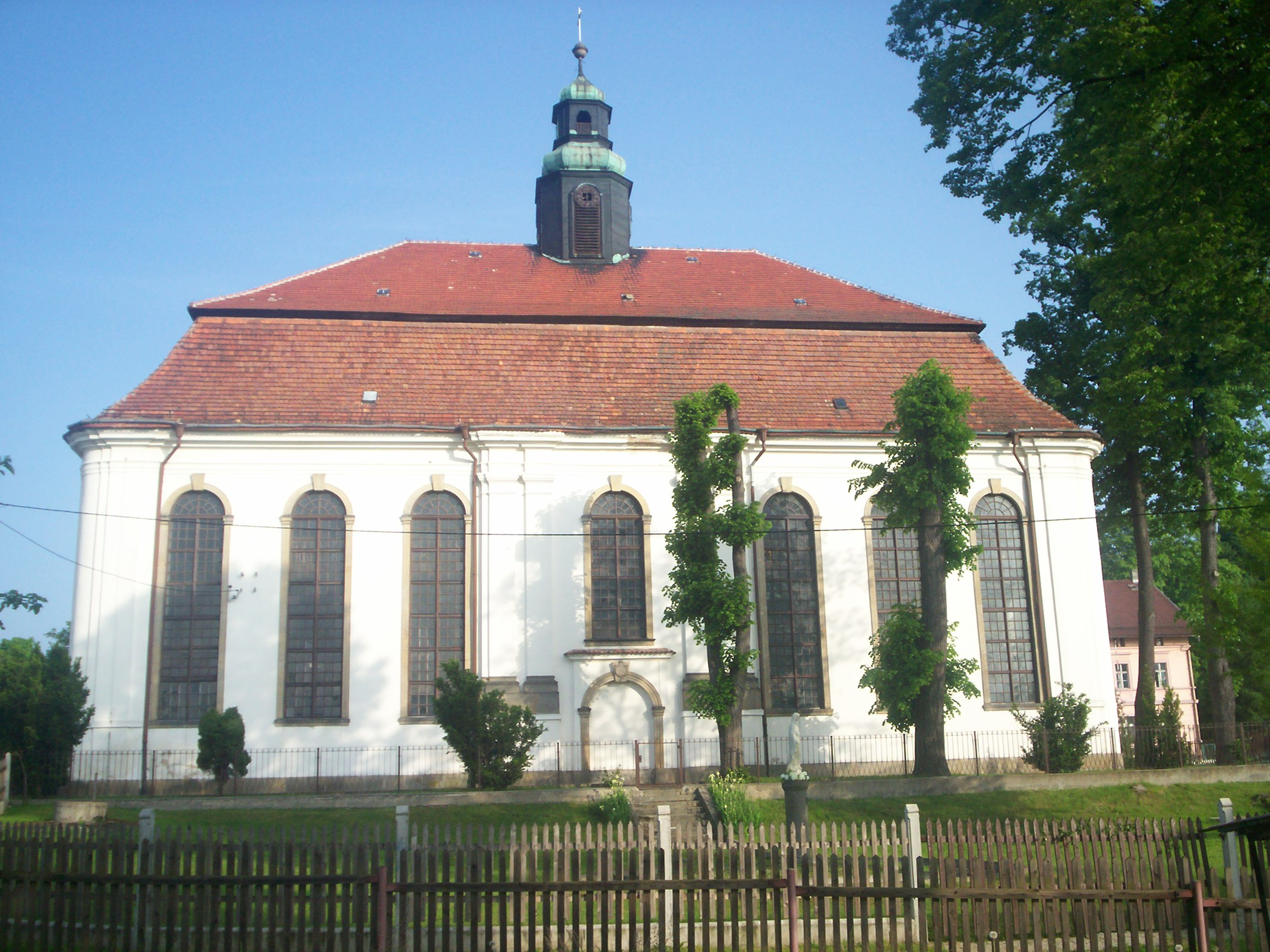
Kościół pomocniczy pw. Matki Bożej Nieustającej Pomocy w Siedlęcinie.
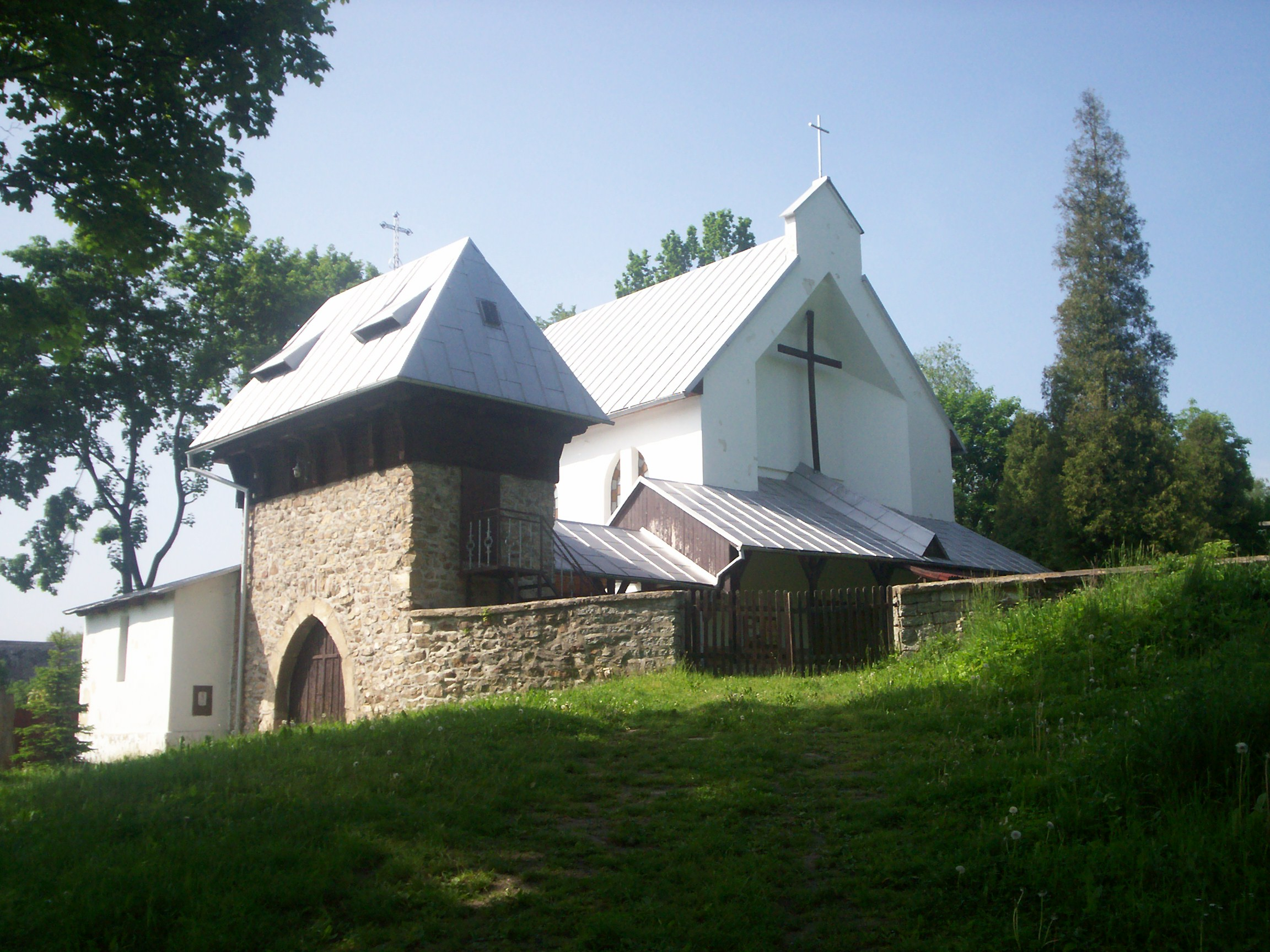
Kościół filialny w Strzyżowcu pw. Podwyższenia Krzyża Świętego.